# 柯奈莉亞·馮克
柯奈莉亞·馮克（德語：Cornelia Funke，1958年12月10日—）是德國的文學作家、繪本作家。她著有不少文學作品，最知名的就是奇幻小說系列《墨水世界三部曲》；其作品中的插圖都是她本人親手繪製的。德國媒體常將她與撰寫《哈利波特》的英國作家J·K·羅琳相提並論，使她有「德國的J·K·羅琳」之稱。
2005年，馮克被入選《時代雜誌》的影響世界100人之一。
目前她的作品已在全球售出超過兩千萬冊，並被翻譯成37種語言。

## 生平
馮克出生於北萊茵-威斯特法倫的多斯滕。她的第一部小說是1997在德國出版的《龍騎士》。2000年出版《神偷》，這兩本書的英語譯本都登上了紐約時報暢銷書榜。2003至2005年間，推出《墨水世界三部曲》。她也擔任改編電影《墨水心》的製片人。
馮克還與導演吉勒摩·戴托羅合作撰寫電影《羊男的迷宮》的小說版《Pan's Labyrinth: The Labyrinth of the Faun》，於2019年4月出版。

## 個人生活
1979年，馮克與Rolf Frahm結婚，他們的女兒安娜（Anna）出生於1989年，兒子本（Ben）出生於1994年。這個家庭在漢堡住了24年，直到2005年5月搬至美國加利福尼亞州。2006年3月，其夫Rolf Frahm死於癌症。
馮克自2012年5月以来開始擔任聯合國生物多樣性十年計劃的德国大使之一。

## 文學作品
- 《神偷（英语：The Thief Lord）》（2000年）
- 《龍騎士（英语：Dragon Rider (novel)）》（2004年）
- 《When Santa Fell to Earth》（2006年）
- 《Igraine the Brave》（2007年）
- 《Saving Mississippi》（2010年）
- 《Dragon Rider: The Griffin's Feather》（2016年）[4]
- 《Pan's Labyrinth: The Labyrinth of the Faun》（2019年，與吉勒摩·戴托羅合著）

### 墨水世界三部曲
- 《墨水心》（2003年）
- 《墨水血》（2006年）
- 《墨水死（英语：Inkdeath）》（2008年）

## 繪本
- 《The Princess Knight》（2003年）
- 《Pirate Girl》（2005年）
- 《The Wildest Brother》 (2006年）
- 《Princess Pigsty》（2007年）
- 《The Pirate Pig》（2015年）
- 《Emma and the Blue Genie》（2015年）
- 《The Book No One Ever Read》（2017年）

## 外部連結
- 官方网站（德文）
- 柯奈莉亞·馮克 （页面存档备份，存于）的推特帳戶
- 網路推理小說資料庫上的Cornelia Funke
- 柯奈莉亞·馮克在互联网电影资料库（IMDb）上的資料（英文）
- 柯奈莉亞·馮克在时光网上的簡介（简体中文）